# دهستان انجیرآب
انجیرآب، دهستانی از توابع بخش مرکزی شهرستان گرگان در استان گلستان ایران است.

## جمعیت
جمعیت این دهستان براساس سرشماری سال ۱۳۸۵ جمعیت آن ۲۲٬۳۰۵ نفر (۵٬۵۶۱ خانوار) بوده است.